# Gramática categorial combinatória
Gramática categorial combinatória (CCG) é um formalismo gramatical eficiente analisável, ainda linguisticamente expressivo. Ele tem uma interface transparente entre a sintaxe de superfície e representação semântica subjacente, incluindo a estrutura predicado-argumento, quantificação e estrutura de informação. O formalismo gera estruturas à base de constituintes (em oposição aos baseados em dependência) e é, portanto, um tipo de expressão gramatical estruturada (em oposição a um dependência gramatical).
CCG depende de lógica combinatória, que tem o mesmo poder expressivo como o cálculo lambda, mas constrói suas expressões de forma diferente. Os primeiros argumentos lingüísticos e psicolingüísticos para basear a gramática em elementos combinatórios foram apresentadas por Steedman e Szabolcsi. Mais recentes defensores proeminentes da abordagem são Jacobson e Baldridge.
Por exemplo, o Combinador B (o compositor) é útil na criação de dependências de longa distância, como em "Com quem você acha que Maria está falando?" e o combinador W (o duplicador) é útil com a interpretação lexical de pronomes reflexivos, como em "Maria fala sobre si mesma". Juntamente com I (o mapeamento de identidade) e C (o permutador) formam um conjunto de primitivas, elementos da combinação não comparáveis. Jacobson interpreta pronomes pessoais como o combinador I, e sua ligação é auxiliado por um complexo combinador Z, como em "Maria perdeu seu caminho". Z é definido utilizando W e B.

## Partes do formalismo
O formalismo CCG define uma série de combinadores (aplicação, composição, e sendo o mais comum os tipos de captação). Estes operam em itens lexicais sintaticamente-digitadas, por meio de provas utilizando dedução natural. O objetivo da prova é encontrar uma forma de aplicar os combinadores a uma seqüência de itens lexicais até que nenhum item seja utilizado na prova. O tipo resultante após a prova está completa é o tipo de toda a expressão. Assim, verificamos que uma sequência de palavras é uma sentença de uma linguagem para provar que as palavras reduzem tipo S.

### Tipos sintáticos
O tipo sintático de um item lexical pode ser qualquer um do tipo primitivo, tal como S, N, ou NP, ou do tipo complexo, como S\NP, ou NP/N.
Os tipos complexos, esquematizados como  X / Y  e  X \ Y , denotam tipos functor que levam um argumento do tipo  Y  e retornar um objeto do tipo  X . A barra normal indica que o argumento deve aparecer para a direita, enquanto uma barra invertida indica que o argumento deve aparecer no lado esquerdo. Qualquer tipo pode substituir o  X  e  Y , fazendo os tipos sintáticos em CCG um sistema do tipo recursivo.

### Combinadores de aplicação
Os combinadores de aplicações, muitas vezes indicado por >  para aplicações a frente e  < para aplicação a trás, aplicam um item lexical com um tipo de functor para uma discussão com um tipo apropriado. A definição da aplicação é dada como:
{\displaystyle {\dfrac {\alpha :X/Y\qquad \beta :Y}{\alpha \beta :X}}>}
{\displaystyle {\dfrac {\beta :Y\qquad \alpha :X\backslash Y}{\beta \alpha :X}}<}

### Combinadores de composição
Os combinadores de composição, muitas vezes denotado por {\displaystyle B_{>}} para uma composição a frente e {\displaystyle B_{<}} para uma composição a trás, são semelhantes à composição de função em matemática, e pode ser definido da seguinte forma:
{\displaystyle {\dfrac {\alpha :X/Y\qquad \beta :Y/Z}{\alpha \beta :X/Z}}B_{>}}
{\displaystyle {\dfrac {\beta :Y\backslash Z\qquad \alpha :X\backslash Y}{\beta \alpha :X\backslash Z}}B_{<}}

### Combinadores de captação
Os combinadores de captação, frequentemente denotado como {\displaystyle T_{>}} para captações a frente e {\displaystyle T_{<}} para captações, tomar tipos de argumento (geralmente tipos primitivos) para Functor tipos, que tomam como argumento os functors que, antes da captação, teriam tomá-los como argumentos.
{\displaystyle {\dfrac {\alpha :X}{\alpha :T/(T\backslash X)}}T_{>}}
{\displaystyle {\dfrac {\alpha :X}{\alpha :T\backslash (T/X)}}T_{<}}

## Exemplo
A frase "o cachorro atacou John" tem várias demonstrações possíveis. Abaixo estão alguns deles. A variedade de demonstrações mostra o fato de que em CCG, frases não tem uma estrutura única, como nos outros modelos de gramática.
Deixe os tipos desses itens lexicais ser
{\displaystyle o:NP/N\qquad cachorro:N\qquad atacou:(S\backslash NP)/NP\qquad John:NP}
We can perform the simplest proof (changing notation slightly for brevity) as:
{\displaystyle {\dfrac {{\dfrac {{\dfrac {o}{NP/N}}\qquad {\dfrac {cachorro}{N}}}{NP}}>\qquad {\dfrac {{\dfrac {atacou}{(S\backslash NP)/NP}}\qquad {\dfrac {John}{NP}}}{S\backslash NP}}>}{S}}<}
Optando pelo tipo de captação e composição, poderíamos obter uma prova totalmente incremental, da esquerda para a direita.  A capacidade de construir uma prova é um argumento para a plausibilidade psicolingüística da CCG, porque os ouvintes que, de fato, construir interpretações parciais (sintáticos e semânticos) de enunciados antes de terem sido concluídos.
{\displaystyle {\dfrac {{\dfrac {{\dfrac {{\dfrac {{\dfrac {o}{NP/N}}{\dfrac {cachorro}{N}}\qquad }{NP}}>}{S/(S\backslash NP)}}T_{>}\qquad {\dfrac {atacou}{(S\backslash NP)/NP}}}{S/NP}}B_{>}\qquad {\dfrac {John}{NP}}}{S}}>}

## Propriedades Formais
CCGs são conhecidos por serem capazes de gerar linguagens {\displaystyle {a^{n}b^{n}c^{n}d^{n}:n\geq 0}} (que é uma linguagem indexada). Exemplos disto são, infelizmente, complicados para fornecer aqui, mas podem ser encontrados em Vijay-Shanker e Weir (1994).

### Equivalências
Vijay-Shanker and Weir (1994) demonstra que Gramática Indexada, Gramática categorial combinatória, Gramática árvore-adjacente e Gramática de Cabeça são formalismos fracamente equivalente , em que tudo o que eles definem as mesmas cadeias da linguagem.

## Outras leituras
- Michael Moortgat, Categorial Type Logics, Chapter Two in J. van Benthem and A. ter Meulen (eds.) Handbook of Logic and Language. Elsevier, 1997, ISBN 0-262-22053-9
- http://homepages.inf.ed.ac.uk/steedman/papers/ccg/SteedmanBaldridgeNTSyntax.pdf